# Malania oleifera
Malania oleifera ist die einzige Art der monotypischen Pflanzengattung Malania in der Familie der Olacaceae. Diese gefährdete Art kommt nur in einem relativ kleinen Areal in China vor.

## Beschreibung

### Vegetative Merkmale
Malania oleifera ist ein Baum, der Wuchshöhen von 10 bis 20 Metern erreicht. Die braune Rinde der Zweige ist verstreut mit Lentizellen besetzt.
Die Laubblätter sind in Blattstiel und Blattspreite gegliedert. Der Blattstiel ist 1 bis 2 Zentimeter lang. Die einfache, dicke bis mehr oder weniger ledrige Blattspreite ist bei einer Länge von 7 bis 15 Zentimetern sowie einer Breite von 2,5 bis 6 Zentimetern elliptisch bis elliptisch-lanzettlich.

### Generative Merkmale
Der Blütenstandsschaft ist 1 bis 2,5 Millimeter lang. Der doldige Blütenstand enthält 10 bis 15 Blüten. Der Blütenstiel ist 5 bis 7 Millimeter lang.
Die zwittrigen Blüten sind radiärsymmetrisch und meist vier, selten fünfzählig. mit doppelter Blütenhülle. Die grünlichen Kronblätter sind bei einer Länge von etwa 3 Millimetern breit-eiförmig. Es sind acht oder zehn Staubblätter vorhanden.
Die Steinfrüchte sind bei einem Durchmesser von 3 bis 4,5 Zentimetern abgeflacht oder birnenförmig. Die Ausbreitungsfähigkeit des Baumbestandes ist auf Grund des relativ hohen Gewichts des Samens von 30 bis 40 g recht gering.
Die Chromosomenzahl beträgt 2n = 26.

## Vorkommen und Gefährdung
Die seltene Malania oleifera gedeiht in Wäldern und an Hängen im tropischen Karst in Höhenlagen von 300 bis 1700 Metern. Sie ist in China zerstreut im westlichen Guangxi und südöstlichen Yunnan zu finden. Der Bestand kommt in China nur in diesem kleinen Areal vor und wurde 1998 in der roten Liste der gefährdeten Arten der IUCN als „vulnerable“ = „gefährdet“ bewertet; ein erneutes Monitoring ist notwendig. Die Bestände wurden durch Abholzung stark reduziert, auch weil das Holz von guter Qualität ist.
Im größten Verbreitungsgebiet Guangnan zählt der Bestand an Malania oleifera etwa 40 000 Exemplare. Ein größerer Bestand von Malania oleifera steht im Longzhou Natur Reservat unter Schutz.

## Systematik
Die Gattung Malania Chun & S.K.Lee wurde 1980 mit der Erstbeschreibung von Malania oleifera durch Woon Young Chun und Shu Kang Lee  in Bulletin of Botanical Laboratory of North-Eastern Forestry Institute, Volume 6, S. 67–68 aufgestellt.
Malania oleifera ist die einzige Art der monotypischen Pflanzengattung Malania in der Familie Olacaceae.

## Inhaltsstoffe
Das Samenöl von Malania oleiferaist bekannt wegen des vergleichsweise hohen Anteils an Nervonsäure.